# سازمان اروپایی انرژی اتمی
انجمن یا سازمان اروپایی انرژی اتمی (به فرانسوی: Communauté européenne de l'énergie atomique)، جامعه انرژی اتمی اروپا (EAEC یا اوراتم) یک سازمان بین‌المللی است که در سال ۱۹۵۷ با هدف ایجاد یک بازار کارشناسی انرژی هسته‌ای در اروپا، توسعهٔ انرژی هسته‌ای و توزیع آن در بین کشورهای عضو، و نیز فروش مازاد آن به کشورهای غیر عضو تأسیس شده‌است. این انجمن از نظر قانونی از اتحادیهٔ اروپا (EU) متمایزاست، هرچند که اعضای آن همان اندامان اتحادیهٔ اروپا هستند و خود نهاد هم توسط نهادهای اتحادیهٔ اروپا اداره می‌شود. از سال ۲۰۱۴، کشور سوئیس نیز در برنامه‌های اوراتم به عنوان یک دولت همراه و در ارتباط در آن شرکت جسته‌است.
این نهاد در حال حاضر، تمرکز اصلی خود را بر روی ساخت و ساز رآکتور فیوژن خود: راکتور گرماهسته‌ای آزمایشی بین‌المللی (ITER) متوجه ساخته که بودجهٔ آن توسط بخش هسته‌ای نهاد مالی اروپا (FP7 اف‌پی۷) تأمین می‌شود. اوراتم همچنین یک مکانیزم برای ارائه وام به منظور تأمین مالی پروژه‌های هسته‌ای در اتحادیهٔ اروپا را فراهم می‌کند.

## پیشینه

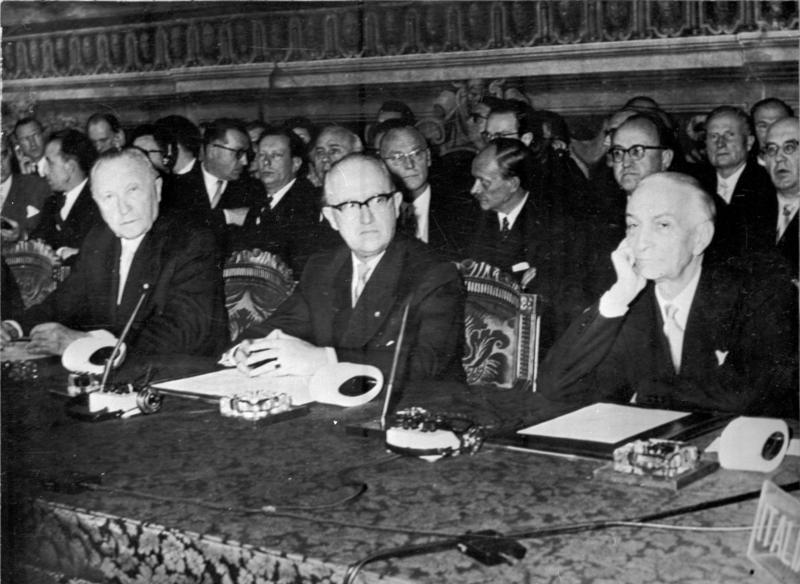
اول آوریل ۱۹۵۷-امضای اتحادیه گمرکی اتحادیه اروپا- کنراد آدناور، والتر هالشتاین آنتونیو سنی، union

مجمع مشترک پیشنهاد گسترش توان پوششی سازمان زغال سنگ و فولاد اروپا را بر دیگر منابع انرژی پیشنهاد داد. با این حال، ژان مونه، ECSC معمار و رئیس (پرزیدنت)، خواستار نهاد جداگانه‌ای برای پوشش انرژی اتمی بود. لوئیس آرماند مسئول انجام یک مطالعه در مورد چشم‌انداز استفاده از انرژی هسته‌ای در اروپا شد. در مورد چشم‌انداز استفاده از انرژی هسته‌ای در اروپا شد. لوئیس آرماند مسئول انجام یک مطالعه در مورد چشم‌انداز استفاده از انرژی هسته‌ای در اروپا شد. او در گزارش خود به این نتیجه رسید که توسعهٔ بیشتر انرژی هسته‌ای؛ برای پر کردن کسری به جا مانده از فرسایش ذخایر زغال سنگ و نیز کاهش وابستگی به تولیدکنندگان نفت، مورد نیاز است. با این حال، ایالات بنلوکس و آلمان نیز مشتاق در ایجاد یک بازار عمومی مجرد بودند، با وجود آن توسط فرانسه به دلیل حمایت از تولیدات آن مخالف شد، و ژان مونه انجام آن پروژه را بیش از حد بزرگ و دشوار می‌دانست. در پایان، مونه پیشنهادی در مورد ایجاد انرژی اتمی جداگانه و جوامع اقتصادی برای آشتی دادن هر دو گروه ارائه داد.